# Pelourinho de Torre de Dona Chama
O Pelourinho de Torre de Dona Chama localiza-se na freguesia de Torre de Dona Chama, município de Mirandela, distrito de Bragança, em Portugal.
Este pelourinho encontra-se classificado como Imóvel de Interesse Público desde 1933.

## Galeria
|  |  |